# Alena Sobalewa
Alena Sobalewa, z domu Nawahrodska (ur. 11 maja 1993 w Łosośnie k. Grodna – białoruska lekkoatletka specjalizująca się w rzucie młotem.
W 2009 była jedenasta na mistrzostwach świata juniorów młodszych oraz zajęła czwartą lokatę na olimpijskim festiwalu młodzieży Europy. Po zajęciu drugiego miejsca w eliminacjach kontynentalnych wystąpiła latem 2010 w igrzyskach olimpijskich młodzieży zdobywając srebrny medal tej imprezy. Tuż za podium – na czwartym miejscu – zakończyła start w juniorskich mistrzostwach Europy w Tallinnie (2011). Podczas mistrzostw świata juniorów w Barcelonie (2012) zdobyła brązowy medal. Uczestniczka mistrzostw Europy w Amsterdamie (2016).
Złota medalistka mistrzostw Białorusi oraz reprezentantka kraju na drużynowych mistrzostwach Europy.
Rekord życiowy: 72,86 (21 czerwca 2015, Czeboksary).

## Osiągnięcia
| Rok  | Impreza                                               | Miejsce          | Pozycja           | Wynik |
| ---- | ----------------------------------------------------- | ---------------- | ----------------- | ----- |
| 2009 | Mistrzostwa świata juniorów młodszych                 | Tyrol Południowy | 11. miejsce       | 50,74 |
| 2009 | Olimpijski festiwal młodzieży Europy                  | Tampere          | 4. miejsce        | 55,73 |
| 2010 | Kwalifikacje Europy do igrzysk olimpijskich młodzieży | Moskwa           | 2. miejsce        | 58,01 |
| 2010 | Igrzyska olimpijskie młodzieży                        | Singapur         | 2. miejsce        | 57,34 |
| 2011 | Mistrzostwa Europy juniorów                           | Tallinn          | 4. miejsce        | 61,83 |
| 2012 | Mistrzostwa świata juniorów                           | Barcelona        | 3. miejsce        | 67,13 |
| 2013 | Młodzieżowe mistrzostwa Europy                        | Tampere          | 6. miejsce        | 66,10 |
| 2014 | Mistrzostwa Europy                                    | Zurych           | el. –             | NM    |
| 2015 | Zimowy puchar Europy w rzutach                        | Leiria           | 1. miejsce (U-23) | 69,95 |
| 2015 | Superliga drużynowych mistrzostw Europy               | Czeboksary       | 4. miejsce        | 72,86 |
| 2015 | Młodzieżowe mistrzostwa Europy                        | Tallinn          | 2. miejsce        | 71,20 |
| 2015 | Mistrzostwa świata                                    | Pekin            | 10. miejsce       | 70,09 |
| 2016 | Mistrzostwa Europy                                    | Amsterdam        | el. – 15. miejsce | 66,78 |
| 2016 | Igrzyska olimpijskie                                  | Rio de Janeiro   | el. – 20. miejsce | 67,06 |
| 2019 | Mistrzostwa świata                                    | Doha             | 11. miejsce       | 70,45 |